# (6265) 1985 TW3
(6265) 1985 TW3 este un asteroid din centura principală, descoperit pe 11 octombrie 1985 de T. F. Fric și Richard J. Gilbrech.